# Чичинадзе Давид Олексійович
Давид Олексійович Чичинадзе (1902, місто Тифліс, тепер Тбілісі, Грузія — ?) — грузинський радянський діяч, коваль, комерційний директор Тбіліського паровозовагоноремонтного заводу імені Сталіна, голова Ленінського райвиконкому міста Тбілісі. Член ЦК КП(б) Грузії. Депутат Верховної ради СРСР 1—4-го скликань.

## Життєпис
Народився в родині робітника-чорнороба. Трудову діяльність розпочав у 12-річному віці учнем кравця. У 1918—1919 роках працював учнем коваля.
У 1921—1923 роках — робітник-молотобоєць, з 1923 року — коваль, з 1928 року — бригадир Тифліського (Тбіліського) паровозовагоноремонтного заводу імені Сталіна, організатор стахановського руху серед робітників заводу. Член РКП(б) з 1925 року.
Без відриву від виробництва закінчив залізничний робітничий факультет у Тифлісі.
З 1937 року — комерційний директор, начальник Тбіліського паровозовагоноремонтного заводу імені Сталіна, начальник Тбіліського локомотивного депо.
У червні 1945 — після 1954 року — голова виконавчого комітету Ленінської районної ради депутатів трудящих міста Тбілісі.
У 1950 році закінчив річні курси при Вищій партійній школі при ЦК ВКП(б) у Москві.
Подальша доля невідома.

## Нагороди
- орден Леніна (22.03.1936)
- орден Трудового Червоного Прапора (23.11.1939)
- орден Червоної Зірки (1942)
- медаль «За оборону Кавказу»
- медаль «За доблесну працю у Великій Вітчизняній війні 1941—1945 рр.»